# Goniothalamus wynaadensis
Goniothalamus wynaadensis là một loài thực vật thuộc họ Annonaceae. Đây là loài đặc hữu của Ấn Độ.

## Hình ảnh

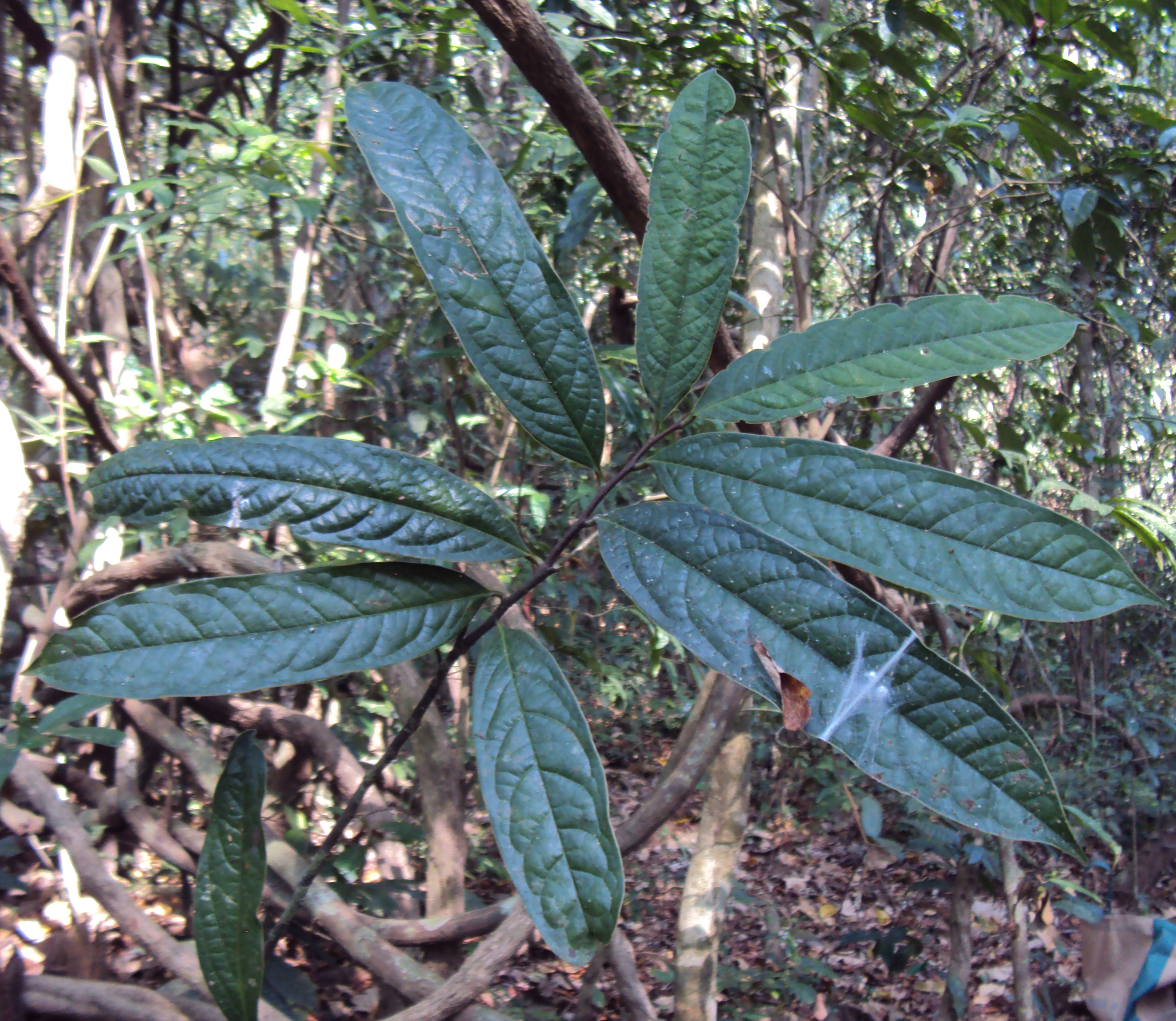
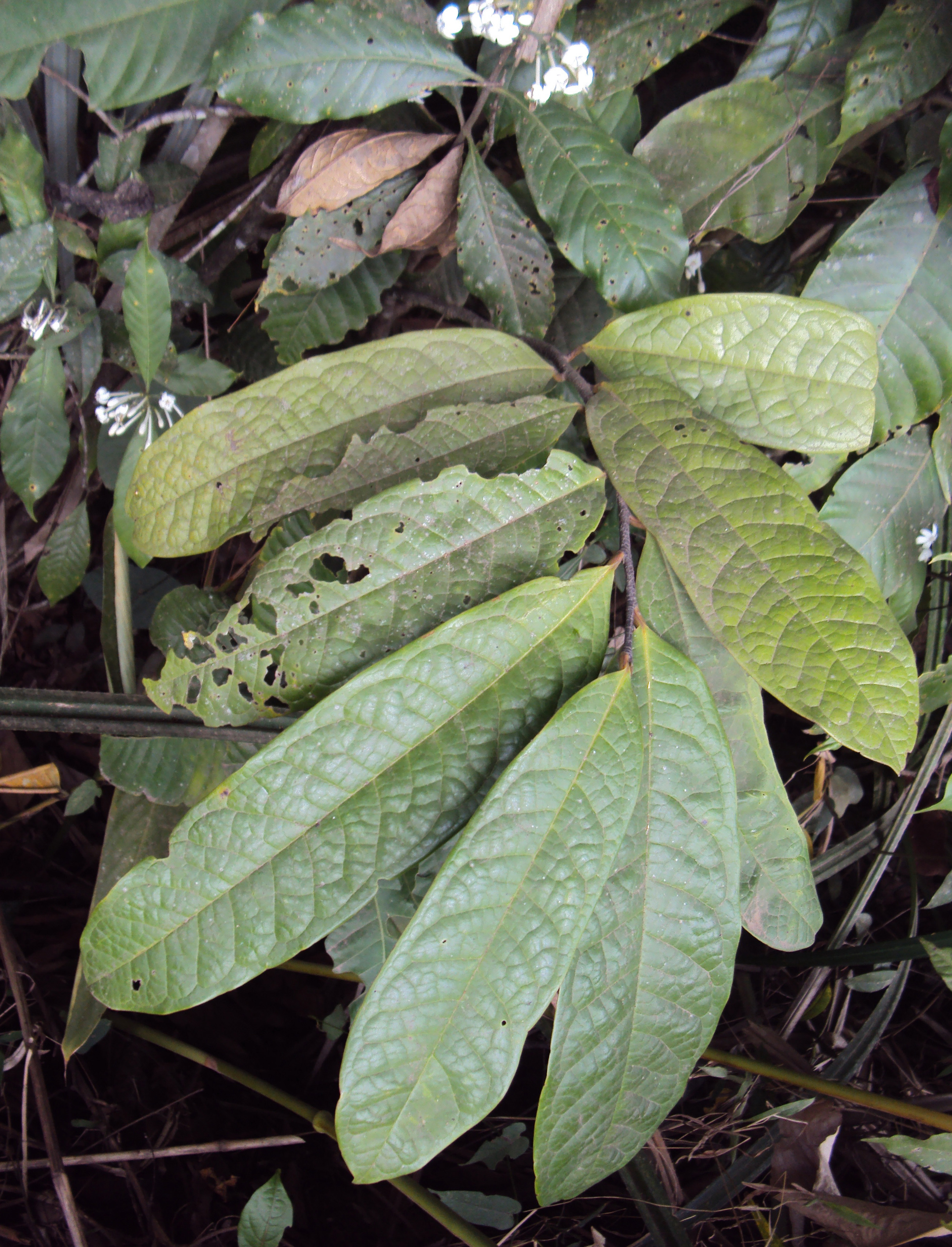
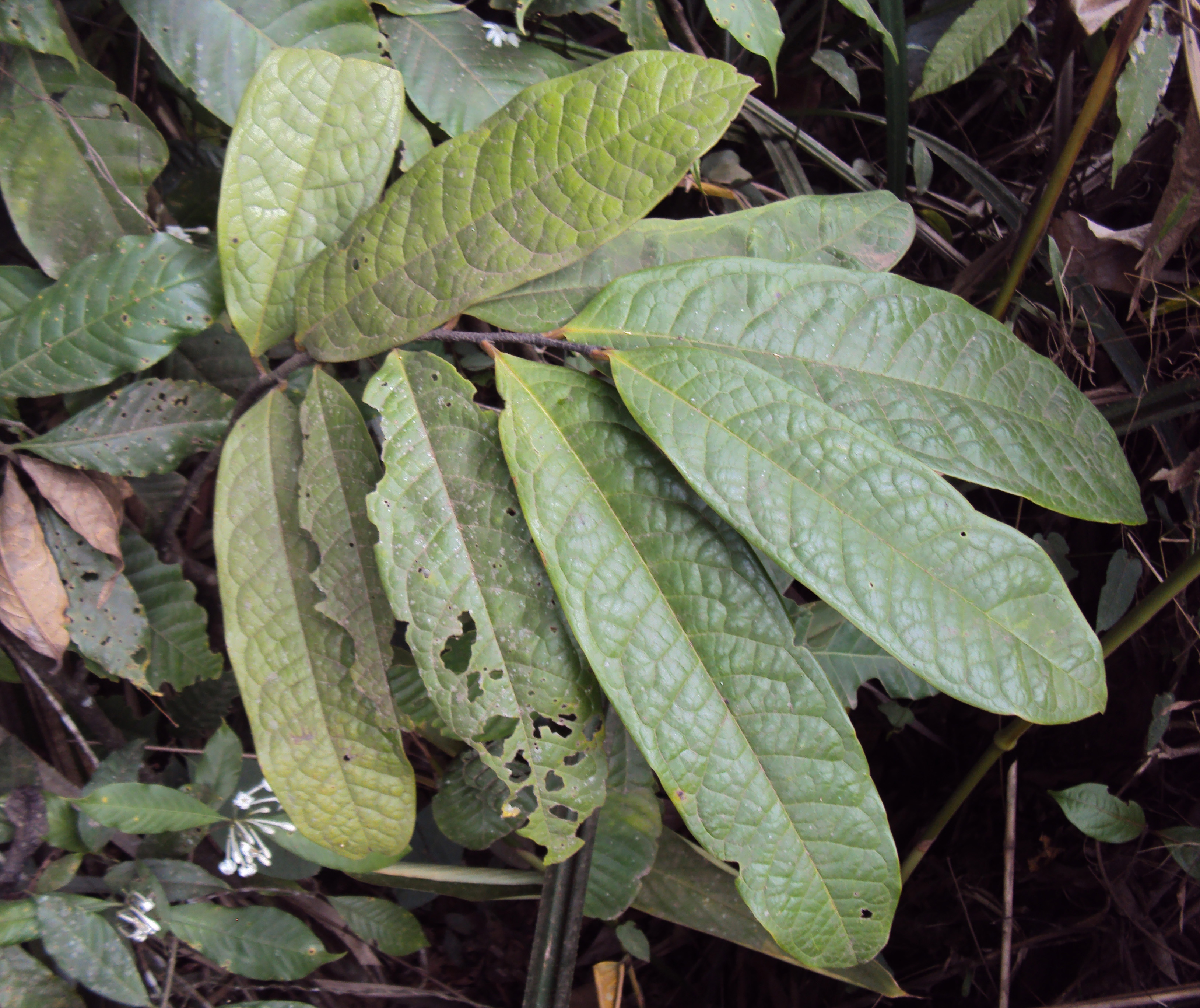
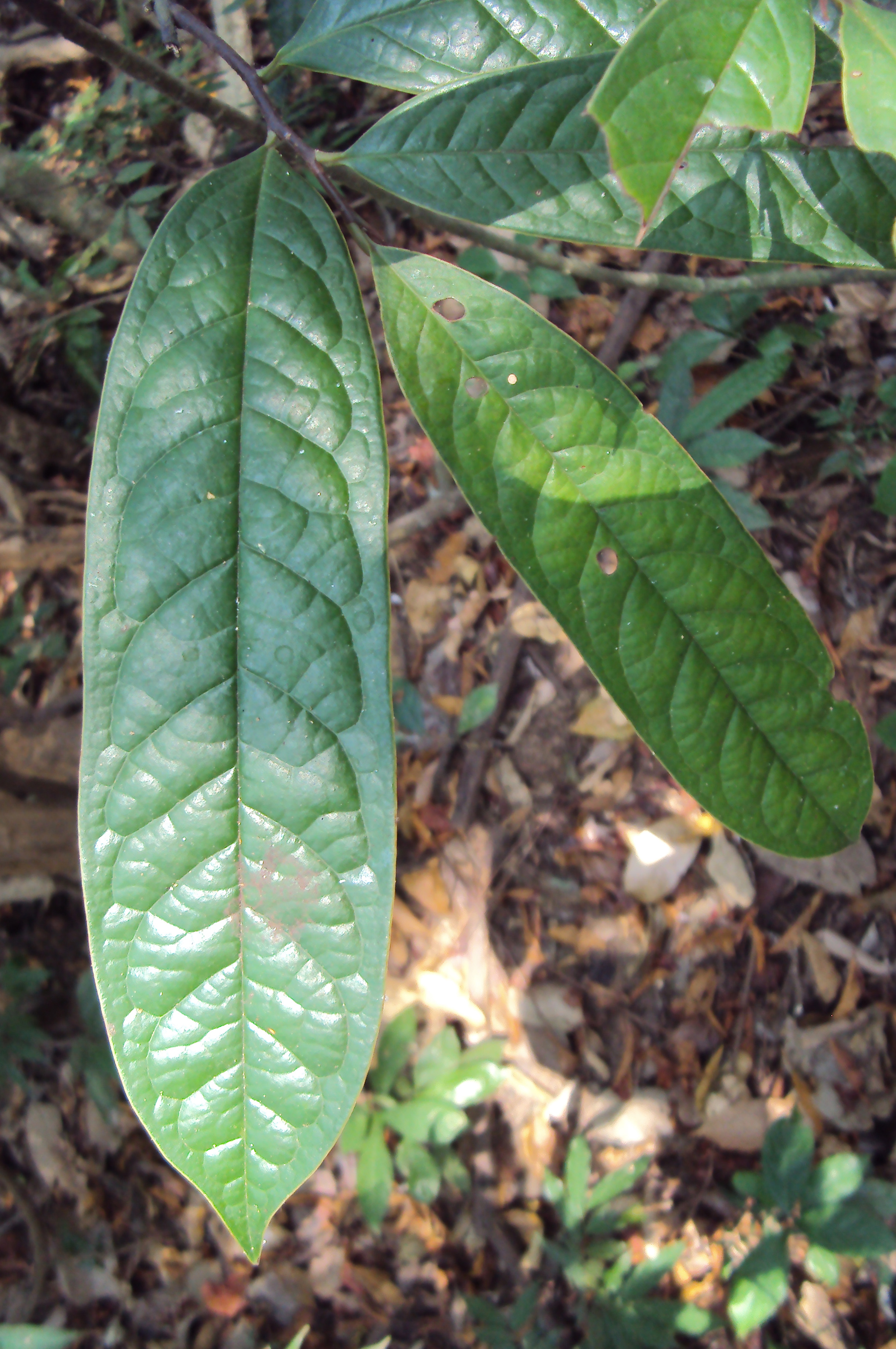